# MilesTone -I-
『MilesTone -Ⅰ-』（マイルストーン -ワン-）は、奥野翔太の1作目のミニアルバム。2024年9月14日に発売された。

## 概要
2023年2月26日に解散したピアノ・ロックバンド「WEAVER」にてベース・コーラスを担当していた奥野翔太の初となるアルバム作品で、ソロとして初めてリリースする作品でもある。
本作が初のCD作品であり、CDは2024年9月28日以降のライブ会場にて発売となる。CD盤限定のボーナストラックとして、WEAVER時代に制作し、ミュージックビデオのみ公開していた楽曲「星の夜を越えて」が収録されている。

## 収録内容
| 全作詞・作曲・編曲: 奥野翔太。 |                                            |          |            |      |
| #                              | タイトル                                   | 作詞     | 作曲・編曲 | 時間 |
| 1.                             | 「Invader」                                | 奥野翔太 | 奥野翔太   | 4:25 |
| 2.                             | 「蕾」                                     | 奥野翔太 | 奥野翔太   | 3:58 |
| 3.                             | 「I'll always...」                         | 奥野翔太 | 奥野翔太   | 4:26 |
| 4.                             | 「GRITS!」                                 | 奥野翔太 | 奥野翔太   | 3:36 |
| 5.                             | 「星の夜を越えて」(CD限定ボーナストラック) | 奥野翔太 | 奥野翔太   |      |
| 合計時間:                      | 合計時間:                                  | 16:25    |            |      |

## 楽曲解説
1. Invader
2024年4月13日のライブにて初披露し、その後デモ音源が公開されていた楽曲[5]。
2. 蕾
Invaderと同様ライブで初披露し、その日のうちにデモ音源が公開されていた楽曲[5]。
3. I'll always...
Invader、蕾と同様ライブで初披露し、その日のうちにデモ音源が公開されていた楽曲[5]。
4. GRITS!
インストゥルメンタル曲。横浜GRITSの公式テーマソングとして書き下ろした楽曲[6]。
5. 星の夜を越えて（CD盤限定）
WEAVER解散以前にWEAVERのYouTubeチャンネルにてショートバージョンのミュージックビデオを公開していた奥野ソロの楽曲[7]。